# ليمان إبراهيم
ليمان إبراهيم هو زعيم روحي في جماعة بوكو حرام المسلحة في نيجيريا. كان نشطًا بشكل خاص بعد أن تولى أبو زميرة قيادة الجماعة. وضعه الحالي غير معروف.

## موت شيكاو وصعود أبو زميرة
في أغسطس 2013 أعلن إبراهيم أن زعيم بوكو حرام أبو بكر شيكاو أطيح به من قبل فصائل داخل الجماعة بسبب أساليبه «القاسية». وزعم إبراهيم أن شيكاو قد مُنح خيار «الانضمام إلى حوار السلام مع الحكومة النيجيرية، وتشكيل طائفته الخاصة أو قتله». وأعلن إبراهيم كذلك عن صعود أبو زميرة محمد إلى المنصب الذي كان شيكاو يشغله.